# Pfungstadt
Pfungstadt (24.790 hab. el 2006) és una ciutat alemanya del sud de Hessen, dins el districte de Darmstadt-Dieburg, la capital de la regió administrativa és Darmstadt. El 2019 tenia 25.151 habitants.